# Le Titre
Le Titre és un municipi francès situat al departament del Somme i a la regió dels Alts de França. L'any 2007 tenia 371 habitants.

## Demografia

### Població

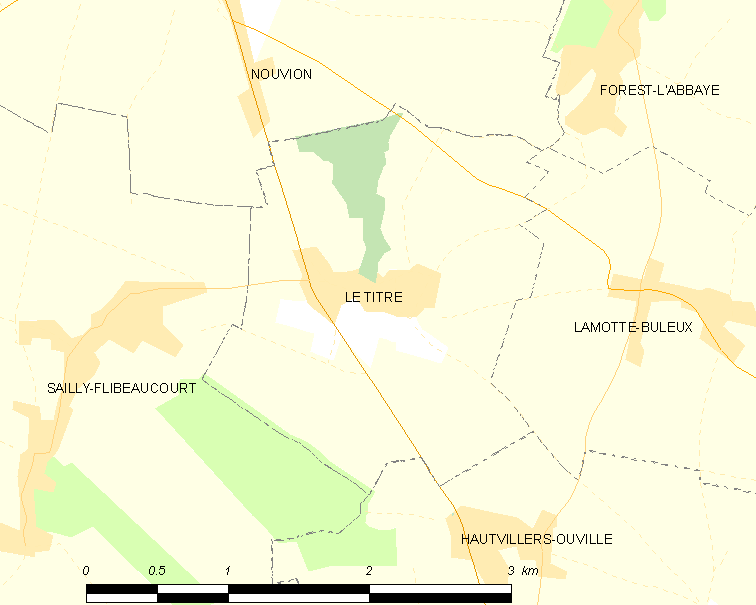

El 2007 la població de fet de Le Titre era de 371 persones. Hi havia 132 famílies de les quals 28 eren unipersonals (28 dones vivint soles i 28 dones vivint soles), 44 parelles sense fills, 52 parelles amb fills i 8 famílies monoparentals amb fills.

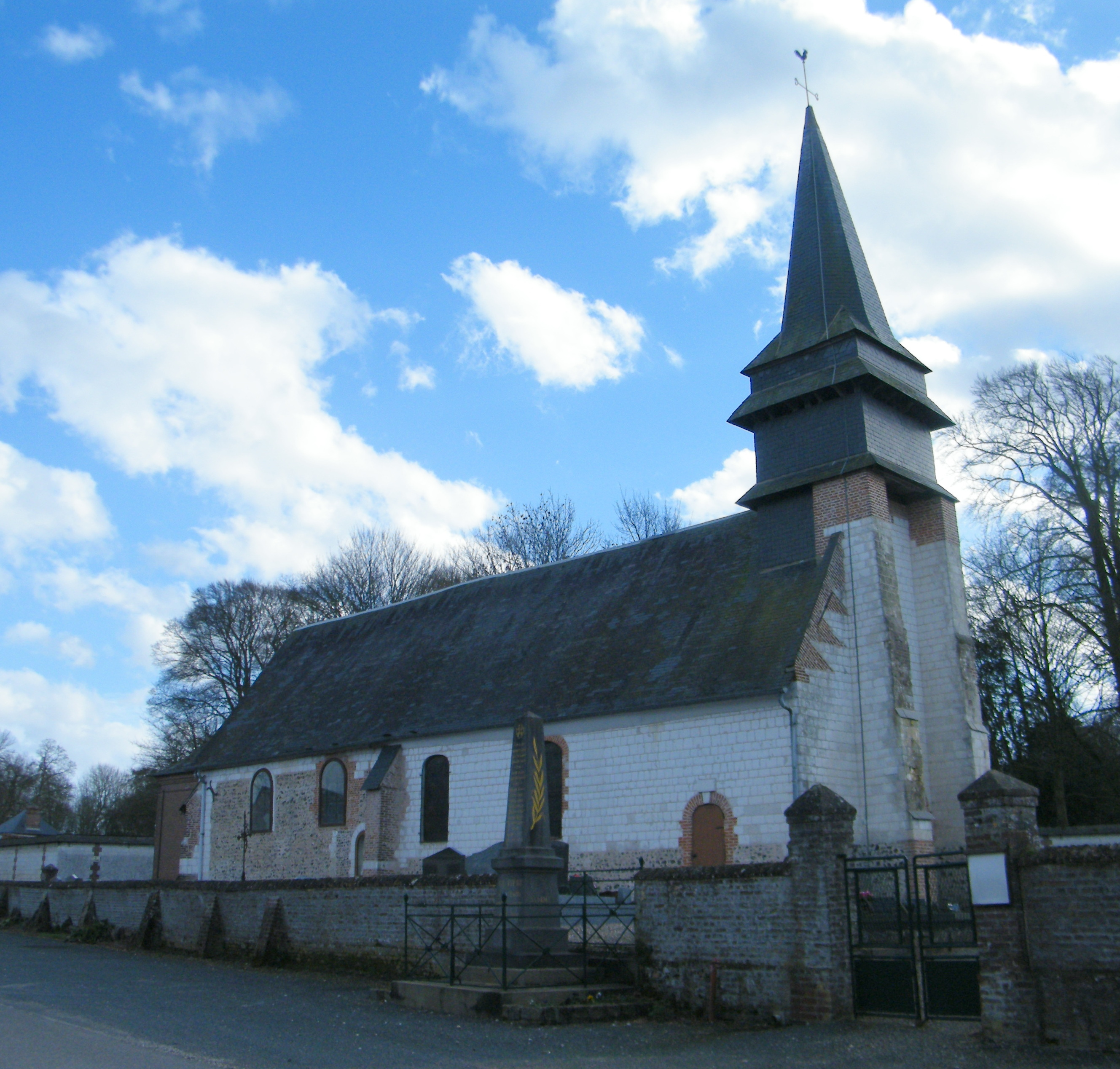

La població ha evolucionat segons el següent gràfic:
Habitants censats

### Habitatges
El 2007 hi havia 153 habitatges, 140 eren l'habitatge principal de la família, 7 eren segones residències i 6 estaven desocupats. 151 eren cases i 2 eren apartaments. Dels 140 habitatges principals, 110 estaven ocupats pels seus propietaris, 29 estaven llogats i ocupats pels llogaters i 1 estava cedit a títol gratuït; 2 tenien dues cambres, 20 en tenien tres, 54 en tenien quatre i 64 en tenien cinc o més. 112 habitatges disposaven pel capbaix d'una plaça de pàrquing. A 55 habitatges hi havia un automòbil i a 66 n'hi havia dos o més.

### Piràmide de població
La piràmide de població per edats i sexe el 2009 era:
| Homes | Edats   | Dones |
| ----- | ------- | ----- |
| 0     | 95 o +  | 0     |
| 0     | 90 a 94 | 4     |
| 0     | 85 a 89 | 0     |
| 8     | 80 a 84 | 0     |
| 4     | 75 a 79 | 12    |
| 4     | 70 a 74 | 4     |
| 8     | 65 a 69 | 4     |
| 8     | 60 a 64 | 8     |
| 8     | 55 a 59 | 8     |
| 8     | 50 a 54 | 8     |
| 12    | 45 a 49 | 16    |
| 20    | 40 a 44 | 16    |
| 8     | 35 a 39 | 4     |
| 8     | 30 a 34 | 4     |
| 16    | 25 a 29 | 8     |
| 16    | 20 a 24 | 16    |
| 8     | 15 a 19 | 12    |
| 0     | 10 a 14 | 0     |
| 0     | 5 a 9   | 12    |
| 0     | 0 a 4   | 20    |

## Economia
El 2007 la població en edat de treballar era de 224 persones, 168 eren actives i 56 eren inactives. De les 168 persones actives 152 estaven ocupades (84 homes i 68 dones) i 16 estaven aturades (6 homes i 10 dones). De les 56 persones inactives 30 estaven jubilades, 13 estaven estudiant i 13 estaven classificades com a «altres inactius».

### Ingressos
El 2009 a Le Titre hi havia 136 unitats fiscals que integraven 379,5 persones, la mediana anual d'ingressos fiscals per persona era de 16.963 €.

### Activitats econòmiques
Dels 7 establiments que hi havia el 2007, 4 eren d'empreses de construcció, 2 d'empreses de comerç i reparació d'automòbils i 1 d'una empresa d'hostatgeria i restauració.
Dels 4 establiments de servei als particulars que hi havia el 2009, 1 era un paleta, 2 guixaires pintors i 1 fusteria.
L'únic establiment comercial que hi havia el 2009 era una floristeria.
L'any 2000 a Le Titre hi havia 4 explotacions agrícoles.

## Equipaments sanitaris i escolars
El 2009 hi havia una escola elemental integrada dins d'un grup escolar amb les comunes properes formant una escola dispersa.

## Poblacions més properes
El següent diagrama mostra les poblacions més properes.